# Twister (ratazana doméstica)
Twister, também conhecido como Mercol (fancy rat, em inglês), é uma versão domesticada da ratazana (Rattus norvegicus) e o tipo mais comum de rato de estimação.
Ratos domesticados são fisicamente e psicologicamente diferentes de seus parentes selvagens, e quando adquiridos de criadores e pet shops bem conceituados, não apresentam um risco à saúde mais do que qualquer outro animal de estimação comum. Por exemplo, ratos domésticos castanhos não são considerados como uma ameaça de doenças, embora a exposição a uma população de ratos selvagens pode apresentar patógenos como Salmonella em seu lar. Twisters não apresentam riscos à saúde diferentes de seus homólogos selvagens, portanto são menos propensos a sucumbir a muitas das mesmas doenças de ratos selvagens.
Twisters são animais autossuficientes, o que os torna mais acessíveis em comparação com outros pequenos animais de estimação. Esse é um dos seus maiores atrativos. Além disso, são independentes, leais e de fácil manejo, superando até mesmo gatos e cachorros em alguns aspectos. Essa comparação é justificada, pois twisters são considerados mais inteligentes do que outros roedores domesticáveis.

## Variações

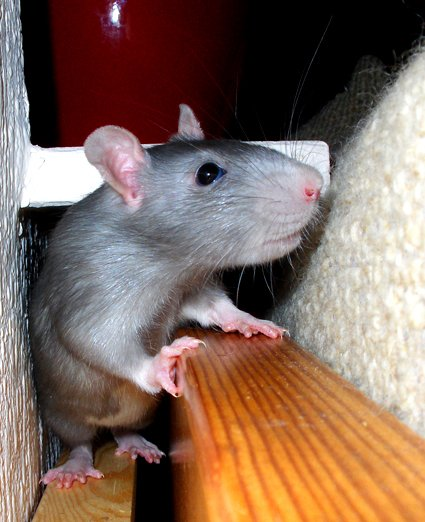
O American Blue é uma das diversas cores padronizadas de pelagem.

Assim como ocorre com outras espécies domesticadas, variações de cor, tipos de pelagem e outras características que não existem em ratos selvagens surgiram ao longo do tempo, seja por seleção artificial ou mutações espontâneas. Cada twister pode ser classificado de diversas maneiras, levando em conta sua coloração, pelagem, marcações e tipo corporal, sem seguir um padrão rígido.

### Colorações
Enquanto alguns twisters mantêm a coloração agouti dos ratos selvagens castanhos (três tons em um único pelo), outros apresentam cores sólidas (uma única cor por pelo), característica herdada de ratos de pelagem preta. As colorações com padrão agouti incluem agouti, cinnamon e fawn, enquanto as cores derivadas do preto incluem black, bege e chocolate.
A cor dos olhos é considerada um subconjunto das colorações, e as definições de cor da pelagem frequentemente incluem padrões para os olhos. Isso ocorre porque muitos genes que determinam a cor dos olhos também influenciam a coloração da pelagem e vice-versa. A American Fancy Rat and Mouse Association (AFRMA) reconhece as seguintes cores de olhos para os twisters: black, pink, ruby e odd-eyed (olhos de cores diferentes). O termo ruby refere-se a olhos que, à primeira vista, parecem pretos, mas que, sob uma observação mais atenta, possuem um tom de vermelho escuro.

### Marcações

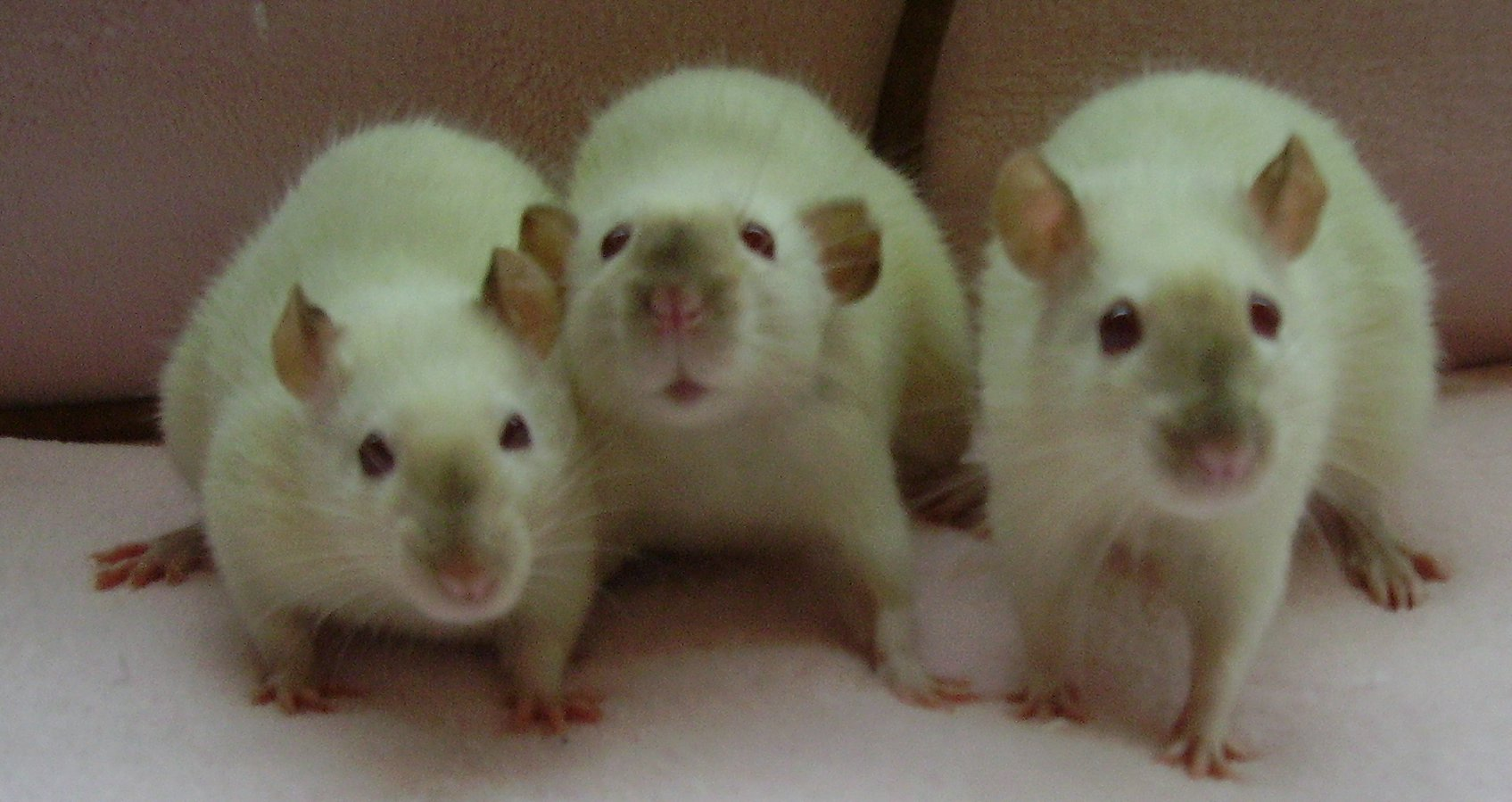
Twisters Himalayan tem uma cor única e uma variação de marcação.

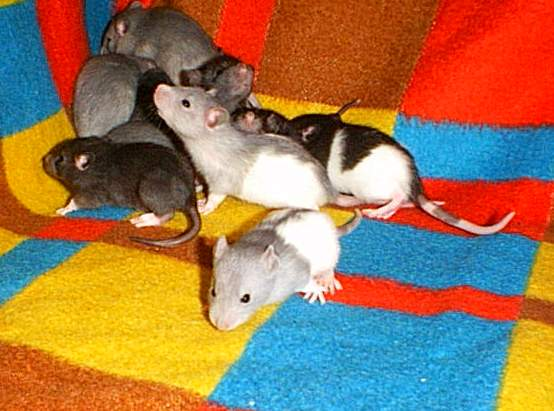
Twisters filhotes (Aproximadamente 3 semanas de vida)

A divisão adicional das variedades de twisters ocorre por meio das diferentes marcações. Eles podem apresentar qualquer combinação de cores e marcações, que geralmente se referem ao padrão e à proporção entre pelos coloridos e pelos brancos. Dois exemplos extremos são o Self (totalmente sólido, sem qualquer mancha branca) e o Himalayan (predominantemente branco, com áreas coloridas no nariz e nos pés).
As marcações seguem um padrão rigoroso, com uma terminologia detalhada. No entanto, muitos twisters não são criados para atender a um padrão específico de cor. Por isso, aqueles encontrados em pet shops frequentemente apresentam mismarkings – variações nas marcações que não são reconhecidas pelos padrões de raça estabelecidos por organizações especializadas.
Padrões comumente reconhecidos incluem:
- Self – Uma única cor em todo o corpo
- Berkshire – Costas coloridas e barriga branca.
- Hooded – A cor corre pelo lombo, em uma única e continua linha de toda a cabeça, passando pela espinha e possivelmente, parcialmente abaixo do rabo.
- Capped – Cor apenas em toda a cabeça.
- Blazed – Cabeça colorida (Capped) ou corpo (Irish, Berkshire ou Self), com um triângulo branco no focinho.
- Variegated – Qualquer forma de incompatibilidade no pelo. Geralmente "capuz" ou manchas irregulares, não seguindo os padrões.
- Irish – Uma única cor no corpo todo, exceto por uma mancha branca na região do abdômen e possivelmente patas dianteiras brancas.
- English Irish –  Uma única cor no corpo todo, exceto por um triângulo equilátero branco no peito e possivelmente patas dianteiras brancas.
- Masked – Cor apenas na região dos olhos formando uma mancha como uma máscara.
- Dalmatian – Corpo branco com manchas coloridas por todo ele, como um cachorro dálmata.

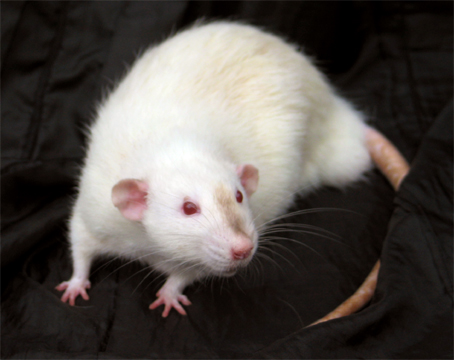
Um twister Dumbo macho, uma variação com orelhas posicionadas mais baixas, na lateral da cabeça.

### Tipos de corpo
Duas das mudanças físicas mais proeminentes e padronizadas aplicadas aos ratos através de reprodução seletiva são o desenvolvimento do Manx e Dumbo. O Dumbo, originado nos Estados Unidos, é caracterizado por ter orelhas maiores, baixas e redondas nas laterais da cabeça, nomeado pela semelhança com o personagem fictício Dumbo o Elefante. O Manx é um rato sem rabo devido uma mutação genética, nomeado assim devido a raça de gato Max, que tem a mesma característica, mas não necessariamente devido a mesma mutação.

### Tipos de pelagem
A variação de pelagem é pequena em relação ao número de colorações e marcações, e nem todas são internacionalmente padronizadas. O tipo mais comum é a normal ou standard, que é permitido a grosseria na diferença entre os sexos; os machos tem a pelagem grossa e áspera, enquanto as fêmeas tem a pelagem mais macia e fina. Outras pelagens padronizadas incluem: rex, em que todos os pelos são enrolados, até mesmo o velveteen, uma variação mais suave do rex; a pelagem satin ou silky, que é extra suave e fina, com um brilho; e Harley, caracterizada por pelos finos, longos e lisos. Os tipos de pelagem restantes não são definidos pelo tipo de pelagem, mas sim pela falta de pelos, assim como os ratos hairless.

#### Hairless

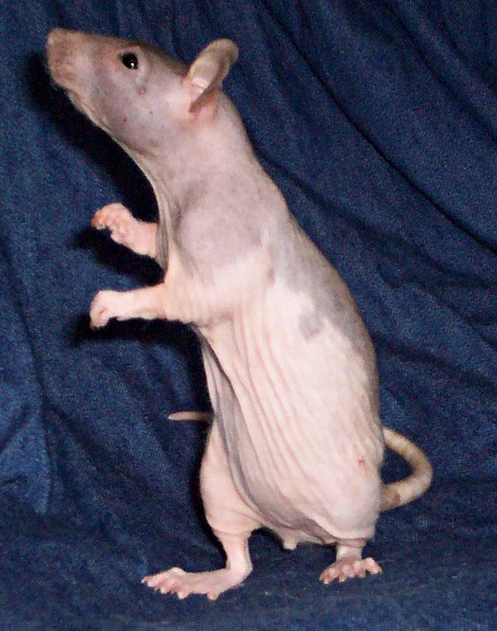
Mesmo este twister sendo hairless, a pigmentação em sua pele indica que ele é da variação hooded.

Ratos hairless tem a pelagem caracterizada pela variação de níveis de perda de pelo. Hairless cruzados com rexes (pelagem enrolado), variam de ter áreas de pelos muito curtas para ser completamente nua. Hairless são produzidos geneticamente cruzando diferentes combinações de genes que causam a pelagem Rex. Uma vez que rex é um traço dominante, só é preciso um dos pai rex para produzir a descendência de pelagem rex. Entretanto, quando dois exemplares do traço estão presentes, cruzando dois rexes juntos, a pelagem é afetada de forma diferente, criando hairless, ganhando o nome "double-rex", um subconjunto de semi-hairless, ratos misturados, constantemente perdem pelos e ele cresce de novo em diferentes áreas várias vezes ao longo de sua vida.

### Organizações
- American Fancy Rat and Mouse Association (USA) (AFRMA)
- The National Fancy Rat Society (UK) (NFRS)
- Rat and Mouse Club of America (USA) (RMCA)
- The Midlands Rat Club (UK) (MRC)
- Rat Club (NZ) (RC)